# Drăgănești (Bihor)
Drăgănești é uma comuna romena localizada no distrito de Bihor, na região histórica da Crișana (parte da Transilvânia). A comuna possui uma área de 36.67 km² e sua população era de 2937 habitantes segundo o censo de 2007.